# Cena Václava Havla za lidská práva
Cena Václava Havla za lidská práva je mezinárodní ocenění za mimořádný přínos jednotlivce či nevládní instituce k ochraně lidských práv. Ocenění je udíleno každoročně, počínaje rokem 2013.

## Vznik ceny
Záměr udílet cenu tohoto typu nesoucí jméno Václava Havla oznámily po jeho smrti v prosinci 2011 hned dvě instituce – Nadace Charty 77 a Knihovna Václava Havla.
Zakladatel Nadace Charty 77 František Janouch tehdy vyjádřil přesvědčení, že by cenu měla udílet jeho nadace, vzhledem ke zkušenostem s udílením jiných cen. Podle představ tehdejšího ředitele Knihovny Martina Palouše mělo jít o projekt pěti institucí: Knihovny Václava Havla, Nadace Charty 77, Nadace Vize 97, společností Forum 2000 a Člověk v tísni.
V roce 2012 došlo k dohodě Nadace Charty 77 s Knihovnou na společném udílení.
Zbylé tři výše jmenované instituce měly získat poradní hlas.
Dále však probíhala jednání s Parlamentním shromážděním Rady Evropy (dále též PS RE), které seskupuje zástupce národních parlamentů 47 zemí Evropy.
Dne 25. března 2013 podepsali dohodu předseda Parlamentního shromáždění Rady Evropy Jean-Claude Mignon, ředitelka Knihovny Václava Havla Marta Smolíková a za Nadaci Charty 77 František Janouch. Oficiální podepsání proběhlo za přítomnosti českého ministra zahraničí Karla Schwarzenberga v Černínském paláci, sídle ministerstva zahraničních věcí.
Ocenění nahrazuje dosavadní cenu lidských práv Parlamentního shromáždění Rady Evropy, která vznikla v roce 2007 a byla udílena s dvouletou periodou. Slavnostní udílení se uskutečňuje každoročně na zahájení podzimního Valného shromáždění PS RE. S trofejí a diplomem je spojena také finanční odměna ve výši 60 000 eur. Polovinou částky přispívá Česká republika, což vláda schválila dne 20. března 2013, druhou polovinou pak Parlamentní shromáždění Rady Evropy.

## Oceněné osobnosti

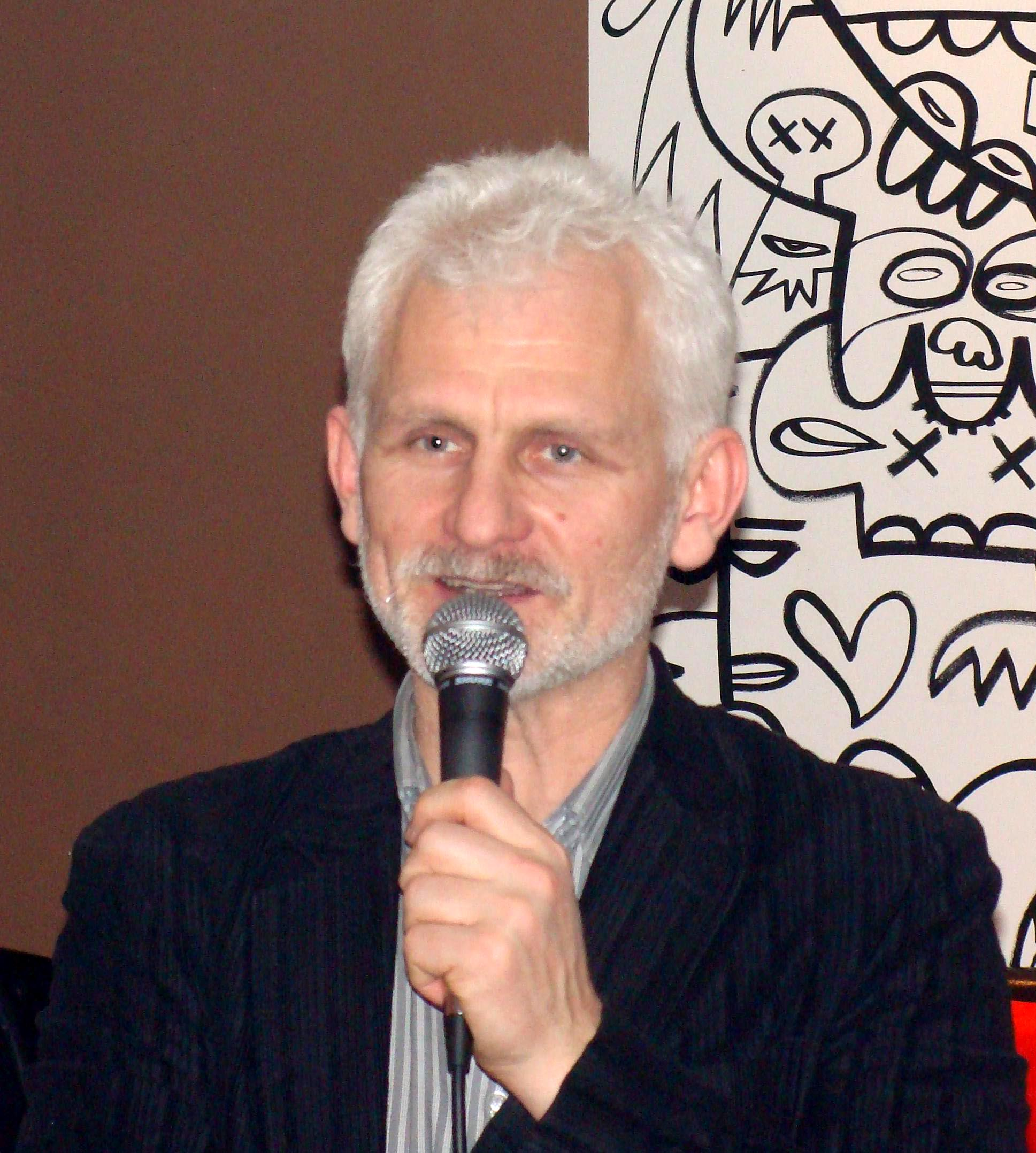
Alaksandr Bjaljacki

Historicky prvním nositelem ceny byl 30. září 2013 vyhlášen běloruský aktivista Ales Bjaljacki.
- V roce 2014 získal cenu ázerbájdžánský obhájce lidských práv Anar Mammadli.[10]
- V roce 2015 byla oceněna Ljudmila Michajlovna Alexejevová.[11]
- V roce 2016 byla cena udělena Ambasadorce dobré vůle OSN a jezídské aktivistce Nadje Muradové.[12]
- V roce 2017 získal cenu turecký právník a soudce Murat Arslan, který byl uvězněn v rámci politických čistek v Turecku.[13]
- V roce 2018 byla cena udělena lidskoprávnímu aktivistovi Oyubu Titievovi působícímu v Čečensku.[14]
- V roce 2019 byla cena udělena ujgurskému právníkovi Ilhamu Tohti a Mládežnické iniciativě za lidská práva, která působí na Balkáně.[14]
- Cenu za rok 2020 obdržela v dubnu 2021 saúdskoarabská aktivistka Ludžajn Hazlúlová.[15]
- Za rok 2021 cenu získala jedna z vedoucích osobností běloruské opozice Maryja Kalesnikavová.[16]
- V roce 2022 obdržel cenu ruský opozičník Vladimir Kara-Murza.[17]
- V roce 2023 cenu získal turecký disident Osman Kavala.[18]
- V roce 2024 ji získala venezuelská aktivistka María Corina Machadová.[19]